# Campo 1391
Campo 1391, também referido como Unidade 1391 ou Instalação 1391, é um campo prisional das Forças de Defesa de Israel no norte de Israel para prisioneiros de "alto-risco". É administrado pela Unidade 504. A existência desta prisão era desconhecida do público antes de 2003, e a maioria da informação sobre ela continua classificada, embora o Supremo Tribunal de Israel tenha ordenado a publicação de alguma informação.

## Localização
O Campo 1391 está situado num forte Tegart na rota 574 entre Barkai e Ma'anit no norte de Israel e a menos de uma hora de viagem de Tel Aviv. Segundo o Middle East Monitor, as coordenadas foram descobertas pelo historiador israelita Gad Kroizer como sendo 32°28’11.93″N 35° 1’20.74″E, perto de Pardes Hanna-Karkur.

### Descoberta da localização
A localização do campo foi acidentalmente descoberta por Kroizer, que encontrou um mapa de 70 anos desenhado por um arquiteto do governo enquanto pesquisava sobre antigos edifícios da polícia britânica. No mapa estavam 62 complexos policiais britânicos na Palestina no fim dos anos 30 e início dos anos 40 onde militantes árabes e judeus contra a ocupação britânica eram interrogados. Um edifício, "Meretz", não aparecia em qualquer mapa moderno israelense e não era mencionado em qualquer literatura de segurança. Em 2004, Kroizer publicou um artigo num jornal académico, mencionando a localização da prisão numa nota de rodapé. Alguns dias depois, ele recebeu uma chamada de um censurador militar de Israel a perguntar porque o artigo não tinha sido submetido para inspeção. Segundo o The Guardian, a instalação "tinha sido editada das fotografias aéreas israelenses e purgada dos mapas modernos".

## Operação
O Campo 1391 é operado pelo Corpo de Inteligência das Forças de Defesa de Israel, um corpo de inteligência militar na vez da Agência de Segurança Israelense, também conhecida como Shabak. Um antigo prisioneiro do Campo 1391 "acreditava que a instalação era administrada pelo Centro de Interrogação al-Jalma, um dos centros de interrogação mais duros de Israel, e construído antes do Nakba em 1948."
Enquanto informação dos prisioneiros não pode ser obtida, "[um] comité de direitos de prisioneiros em Nazaré disse que era provável que 15 prisioneiros não documentados em arquivos israelenses estavam atualmente na prisão".

## Condições
Referido por alguns como o "Guantánamo israelense", o Campo 1391 foi mantido em segredo de tal maneira que era até desconhecido para David Libai, Ministro da Justiça no governo de Yitzhak Rabin e membro do comité ministerial relacionado aos serviços secretos. Segundo Leah Tsemel, uma advogada israelita que se especializa em aconselhar palestinianos, "Qualquer pessoa que entre na prisão pode ser feita desaparecer, potencialmente para sempre, não é diferente de prisões administradas por insignificantes ditadores da América do Sul".
Segundo relatos de antigos prisioneiros, os detidos eram levados para as instalações vendados, e mantidos em celas (a maioria 2m x 2m) sem luz natural. Duas celas menores (1.25m x 1.25m) com portas de aço pesadas e paredes pretas ou vermelhas, e quase sem luz, eram usadas para confinamento de solitária. Algumas das celas não tinham instalações sanitárias adequadas e os guardas controlavam a água corrente. Um antigo prisioneiro descreveu a al-Araby al-Jadeed os seus maus-tratos depois de ter sido transferido do campo militar Huwarra, incluindo extensa isolação de outros detidos, sufocação durante o sono, períodos de interrogação por mais de 24 horas e extrema falta de comida.
Mustafa Dirani, um comandante amal que foi capturado pelos israelenses em maio de 1994 e libertado em 2004 como parte de uma troca de prisioneiros, entrou com uma ação no tribunal do distrito de Tel Aviv alegando que ele foi sexualmente abusado na prisão. Tem sido reconhecido pelo governo de Israel que "dentro do enquadramento de uma investigação da polícia militar a suspeita surgiu de que um investigador que tinha questionado o queixoso ameaçou realizar um ato sexual no queixoso".
Os detidos não podiam receber visitas da Cruz Vermelha, nem qualquer outra organização independente poderia inspecionar o local. Os prisioneiros não eram informados de onde estavam, nem as suas famílias ou advogados.

## Críticas e resposta
HaMoked, uma grande organização de direitos humanos israelense, tem feito petições ao Suprema Corte de Justiça para desafiar a legalidade da instalação.
Em 2003, em resposta a um processo, os advogados do governo israelense disseram que enquanto a localização fosse mantida em segredo, os palestinianos que estavam encarcerados tinham os seus direitos salvaguardados, e poderiam encontrar-se com os seus advogados e com a Cruz Vermelha numa localização externa. Em maio de 2009, o Comité contra a Tortura das Nações Unidas questionou oficias israelitas sobre a instalação e expressou ceticismo sobre esta alegação. O Comité declarou que "a segurança israelense secretamente deteve e interrogou prisioneiros numa localização desconhecida chamada 'Campo 1391' sem conceder acesso ao comité, a Cruz Vermelha Internacional, ou os advogados ou familiares dos prisioneiros", questionou a razão das interrogações no Campo 1391 não serem gravadas, e declarou que "600 queixosos de alegado mau-tratamento ou tortura foram trazidos entre 2001 e 2006, mas nenhum tinha sido seguido".
Oficiais israelitas mantiveram que o Campo 1391 "não é mais usado desde 2006 para deter ou interrogar suspeitos", mas várias petições apresentadas à Suprema Corte pelo Comité das Nações Unidas para examinar a instalação foram rejeitadas. A Corte também se recusou a permitir um inquérito sobre os alegados abusos, declarando que as autoridades israelenses tinham agido razoavelmente em não conduzir investigações das alegações de tortura, mau tratamento e pobres condições de detenção dos detidos. O Comité respondeu a isto ao afirmar que os centros secretos de detenção são per se uma violação da Convenção Contra Tortura das Nações Unidas, concluindo que o estado "devia garantir que ninguém está detido em qualquer instalação de detenção secreta sob o seu controlo no futuro" e que Israel "deveria investigar e divulgar a existência de qualquer outra instalação e a autoridade sob a qual foi estabelecida. Deveria garantir que todas as alegações de tortura e mau-tratamento pelos detidos na Instalação 1391 sejam imparcialmente investigadas, os resultados sejam feitos públicos, e quaisquer autores responsáveis por violações da Convenção sejam responsabilizados".